# 中青汇
中青汇.中国
是由人力资源行业专家汝承龙先生与该行业精英人士共同发起成立的社会组织,该组织目前接受大连市中青职业发展协会管理.
大连市中青职业发展协会（简称中青会），成立于2014年11月26日,该组织融会了一批一直致力于为当代中青年就业、创业发展做出杰出贡献的行业机构及社会各界精英人士.是一家具有地方性、创新性、联合性、非营利性的社会组织.该组织依法登记注册,具有独立法人资格.
社团的宗旨：凝聚各类教育、文化、人力、咨询等行业机构以及社会精英人士，以当代中青年职业发展中的就业及创业为根本点,倡导鼓励中青年人有方向性的规划职业生涯，促进当代中青年职业生涯良性发展.
社团愿景：为社会创建一个完善的中青年就业、创业服务平台, 用公益事业推动社会经济事业健康发展.
社团结构构成:
中职精英汇. 高校精英汇. 职场精英汇. 创业精英汇. 行业专家汇. 中青奔马汇. 等分支机构.
社团价值观 : 同进 、共荣.